# Maneki-neko

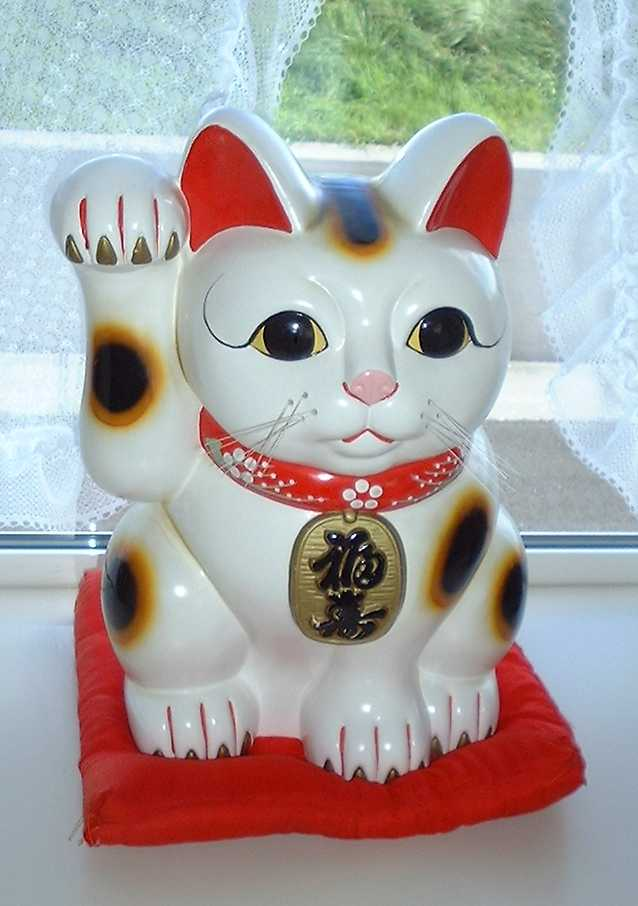
Klassische Maneki-neko-Figur aus Porzellan.

Maneki-neko, auch Manekineko (japanisch 招き猫; wörtlich „Einladende Katze“, deutsch „Winkende Katze“ oder „Winkekatze“), ist ein beliebter japanischer Glücksbringer und Talisman in Gestalt einer aufrecht sitzenden Katze, die den Betrachter mit ihrer rechten oder linken Pfote herbeiwinkt.
Maneki-nekos sind heute besonders in Japan, China, Taiwan und Thailand beliebt und werden bevorzugt in Eingängen von Läden in Einkaufspassagen, Restaurants, Bordellen und Lotterien aufgestellt. Dort sollen sie mit ihrem unablässigen Winken Kunden anlocken. Auf Marktplätzen und Ausstellungen sollen sie finanzielles wie geschäftliches Glück bringen. In privaten Häusern werden sie gern aufgestellt, um Wohlstand zu bringen und Unglück fernzuhalten. Ihre heutige Gestalt geht auf die Katzenrasse Japanese Bobtail zurück. Der japanischen Tradition zufolge ist die Maneki-neko die Wiedergeburt der Göttin der Gnade, Kannon (観音). Legenden und Anekdoten um Glück bringende Katzen sind in Japan etwa seit Beginn der Edo-Zeit (1603–1867) überliefert. Historischer Vorläufer der Maneki-neko war eine Katzenfigur mit dem Namen Marushime-neko. Heute ist die Maneki-neko so populär, dass ihre Gestalt Eingang in Comics, Mangas und Zeichentrickserien gefunden hat und als Maskottchen in Labeln und Markenzeichen von Unternehmen vorkommt.

## Beschreibung

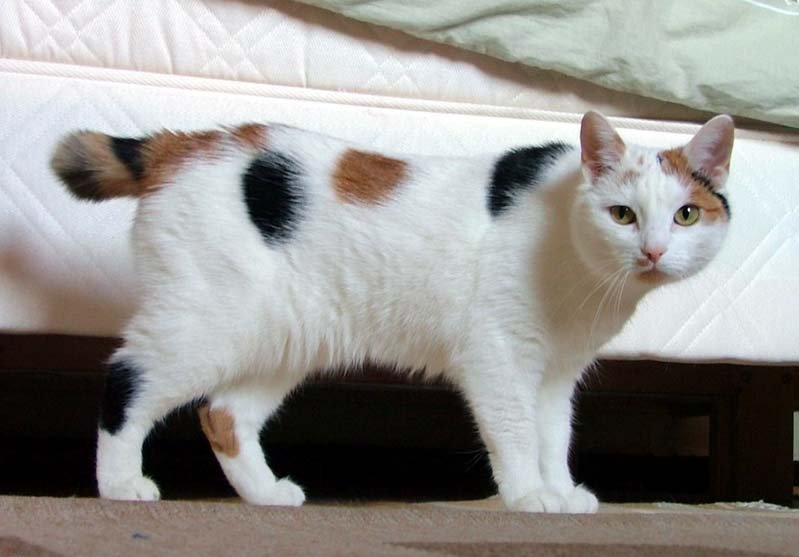
Das Gestaltungsvorbild der Maneki-neko, eine Japanese Bobtail.

Die Gestalt der Maneki-neko ist der Japanese Bobtail nachempfunden. In Japan heißt diese Rasse Kazoku-neko (家族猫 „Familienkatze“), die dreifarbige Zuchtform wird Mike-neko (三毛猫; wörtlich „Drei-Fell-Katze“) genannt. Wie ihr Vorbild ist auch die Maneki-neko stummelschwänzig.
Ebenfalls typisch für Manekineko-Figuren ist das überwiegend rote Halsband mit goldenem Glöckchen oder verzierter Plakette, auf der eingraviert ist, was angelockt werden soll, zum Beispiel „Glück“, „Kundschaft“ oder „Geld“. Alternativ hält die Maneki-Neko eine große Ōban-Goldmünze in der nicht winkenden Pfote.
Manekineko-Figuren bestanden ursprünglich aus bemalter und glasierter Keramik. Auch heute werden sie noch aus Keramik hergestellt, inzwischen aber überwiegt die Massenproduktion aus Kunststoff. Maneki-nekos werden stets gleich gestaltet, ihre Farbe kann aber stark variieren. Beliebt sind auch Modelle, die mit Blattgold überzogen sind. Dabei spielt die Farbe der Maneki-neko eine große Rolle: Dreifarbige Katzen werden als Glücksbringer angesehen, weshalb eine dreifarbige Maneki-neko besonders viel Glück und Wohlstand verspricht. Eine reinweiße Maneki-neko steht für Reinheit und Unschuld, eine schwarze wehrt vorgeblich Dämonen und Stalker ab und ist bei Frauen sehr beliebt. Eine goldene Maneki-neko soll Reichtum anziehen und eine rote vertreibt Krankheiten. Eine pinkfarbene Maneki-neko schließlich soll Liebhaber anlocken. Auch bei der Größe der Figurinen gibt es kaum Grenzen.
Ebenfalls von Bedeutung ist die Geste des Winkens. Hebt die Maneki-neko die linke Pfote, ruft sie Kundschaft und Besucher herbei, hebt sie die rechte Pfote, verspricht dies Glück und Wohlstand. Je höher sie ihre Pfoten hebt, desto mehr Kundschaft bzw. Glück soll sie damit anlocken. Es gibt auch Darstellungen, bei denen die Katze beide Pfoten hebt, doch sind diese Figuren besonders in Japan verpönt, da diese Geste als übertrieben empfunden wird. Deshalb sind Maneki-neko mit beidseitig erhobenen Pfoten eher selten. Aus Thailand stammen vergoldete Maneki-neko-Figuren, die innen hohl und mit einem batteriebetriebenen mechanischen Antrieb ausgestattet sind, der den Arm der Katze unablässig auf- und abschwingen lässt. Besonders diese dauerwinkenden Figuren erfreuen sich in der westlichen Welt unter dem Namen Lucky Cat (dt. „Glückskatze“) großer Beliebtheit.

## Ursprung und Verbreitung der Maneki-neko-Figur

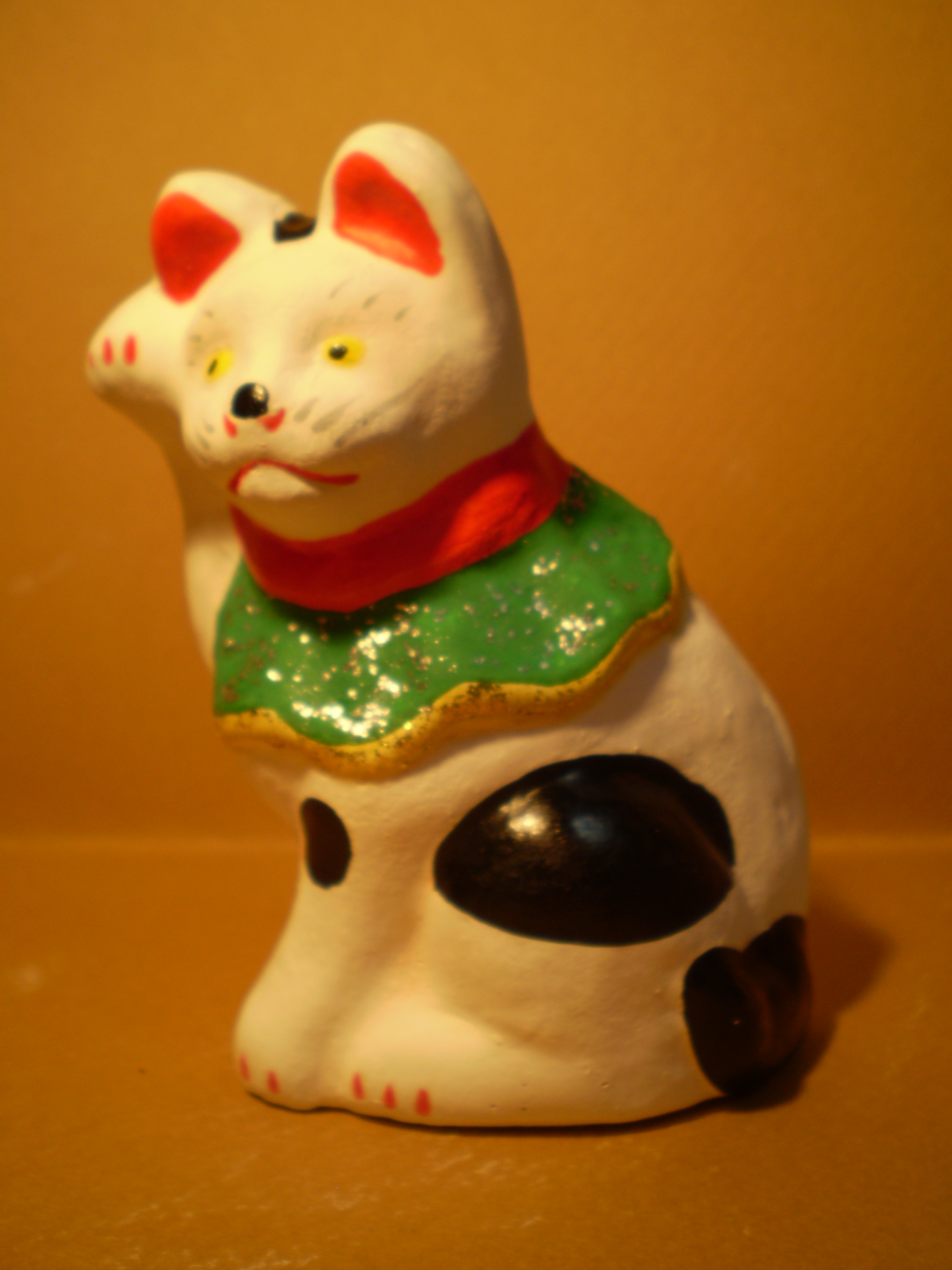
Originalgetreue Nachbildung einer Marushimeneko-Figur.

Historischer Vorgänger der Maneki-neko-Figurine war ein Marushime-neko (丸〆猫; dt. wörtlich „Rundum-glücklich-Katze“) genannter Talisman aus gebranntem Ton. Es waren bemalte Tonfiguren von stolz aufrecht sitzenden Katzen, die mit ihren rechten, hoch erhobenen Pfoten zu winken oder sich andeutungsweise leicht hinter dem rechten Ohr zu kratzen schienen (eine Verlegenheitsgeste). Meist waren die Katzen weiß mit ein paar schwarzen Flecken, seltener dreifarbig. Sie hatten eine große rote Schleife um den Hals gebunden und manche Modelle trugen eine Art großen, grünen Pierrotkragen. Auf ihren Hinterteilen prangte ein kreisrundes Glückssiegel. Zu der Zeit waren die Katzenfiguren noch deutlich schlanker, ihre Gestaltung setzte noch auf Eleganz. Marushime-nekos wurden bereits im späten 16. Jahrhundert von Mönchen des Sensō-ji-Tempels in Asakusa (heute Stadtteil im Tokioter Stadtbezirk Taitō) feilgeboten. Eine erste Erwähnung der Namen „Marushime-neko“ und „Maneki-neko“ findet sich in einer damals populären Handelszeitschrift mit dem Namen Takee nenpyō (武江年表; „Takee-Chronik“) aus dem Jahr 1852. Darin wird nicht nur für die Figurinen geworben, der Bericht erwähnt auch die Legende um eine verarmte Katzenliebhaberin, die Nachbildungen ihrer Lieblinge angefertigt haben soll. Von dem berühmten Ukiyo-e-Künstler Utagawa Hiroshige stammt das Triptychon Jôruri-machi hanka no zu (浄るり町繁栄の図; dt. „Florierender Markt in der Jôruri-Straße“) aus dem Jahr 1852. Darauf ist unter anderem der Verkaufsstand eines Mönches mit Marushime-neko-Figuren zu sehen.
Die Ausbreitung des Manekineko-Kultes ging mit der Einführung der Katzenrasse Japanese Bobtail einher, die ursprünglich um 1600 am japanischen Kaiserhof gezüchtet worden war. Katzen mit kupierten Schwänzen waren schon früher als Geschenke des chinesischen Kaisers nach Japan gelangt, woraufhin am japanischen Hof gezielt die Zucht einer eigenständigen, stummelschwänzigen Katzenrasse begann. Lange Zeit war die Japanese Bobtail dem kaiserlichen Hof vorbehalten gewesen, ab etwa 1800 blühte der damit verbundene Kult um die Maneki-neko in den Vierteln der einfacheren Leute auf. Zunächst waren Bilder und Figurinen der Maneki-neko eher selten, erst mit dem Beginn der Meiji-Epoche nahmen die Abbildungen und Geschichten zu, als die Figur der Marushime-neko mehr und mehr aus der Mode kam. Zu dieser Zeit tauchten die Keramikfiguren der Winkekatze in immer größerer Zahl in Vergnügungs- und Geschäftsvierteln auf. Von dort verbreitete sich das Bild der moderneren Maneki-neko schließlich über ganz Japan. Der Trend um die Maneki-neko war vermutlich auch auf das Nachlassen der Popularität bestimmter Kunststile zurückzuführen, die Öffentlichkeit verlangte nach mehr künstlerischer Unbefangenheit und Verspieltheit. Die betonte Niedlichkeit der Manekineko-Figurinen und ihr offenherzig wirkendes Erscheinungsbild – ihre gesamte Pose und ihr Porträt wenden sich nun dem Betrachter zu – entsprach ganz dem neuen Geschmack der Käufer. Auch die zunehmenden Anekdoten um treue und glückbringende Katzen dürften ihren Teil zur Beliebtheit beigetragen haben.

## Überlieferungen und Legenden

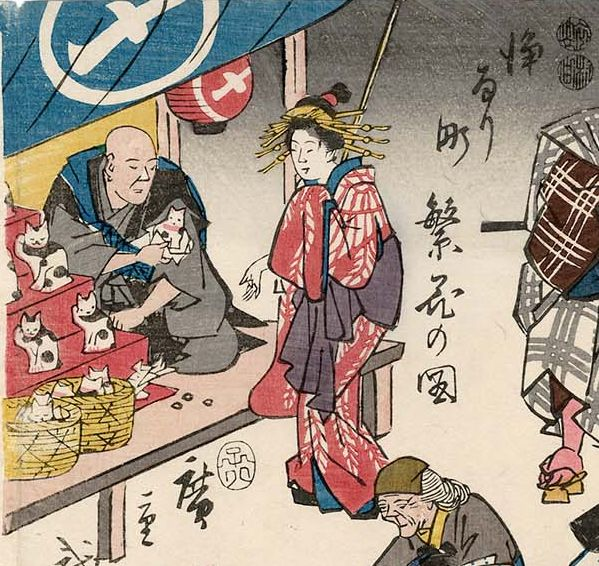
Ausschnitt aus dem Triptychon Jôruri-machi hanka no zu von Utagawa Hiroshige (1852): Ein Mönch verkauft eine Marushime-neko.

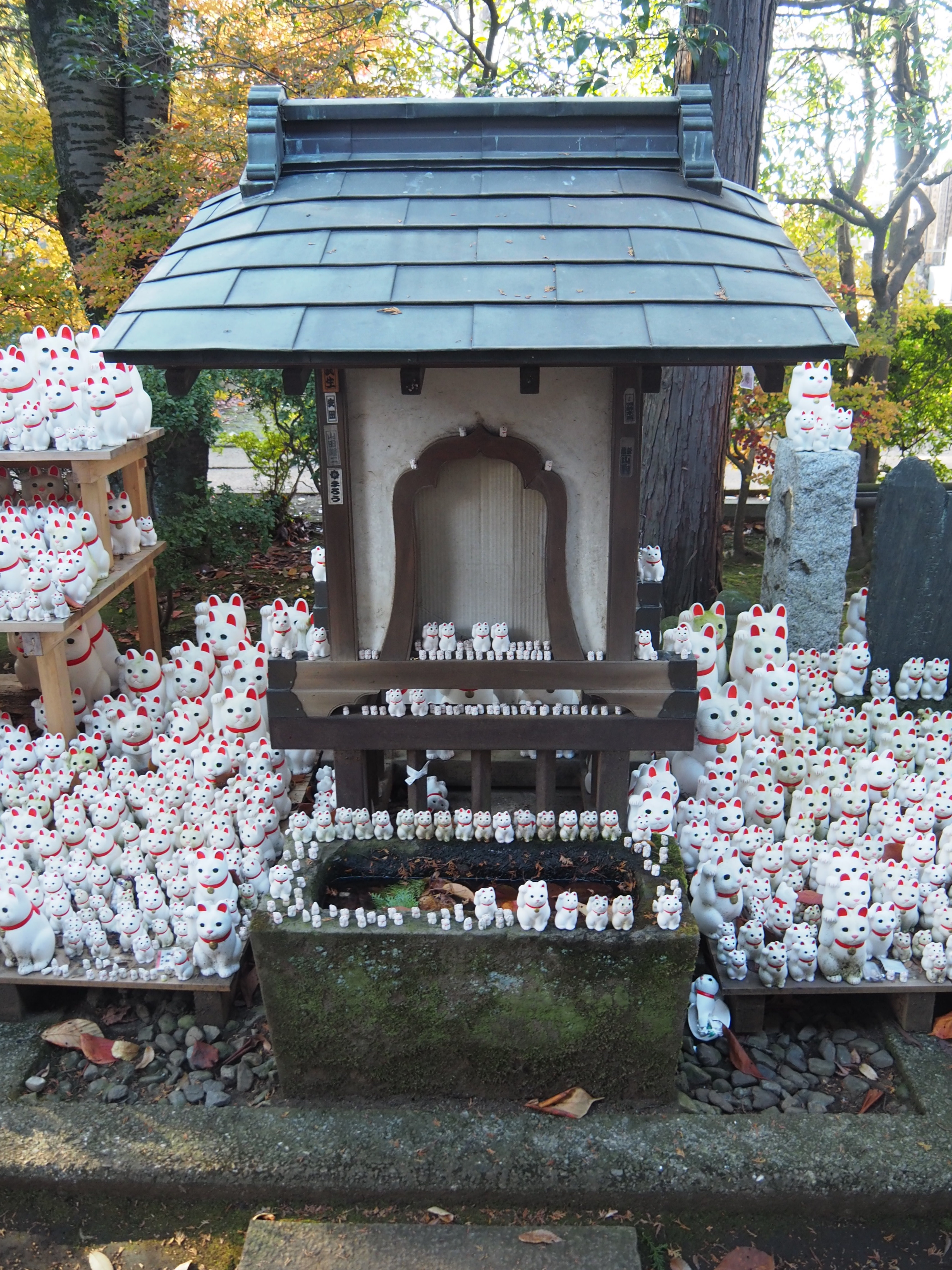
Tama-Schrein im Gōtoku-Tempel zu Setō mit Manekineko-Figurinen.

### Ursprung des Glaubens an Glückskatzen
Der Glaube an Katzen, die das Schicksal und Wohlergehen der Menschen beeinflussen können, hat seinen Ursprung sowohl in der chinesischen als auch in der japanischen Folklore. In China wurden Katzen seit ihrer Domestizierung um 1400 v. Chr. überwiegend positiv wahrgenommen, waren sie doch nicht nur eifrige Rattenfänger, sondern verteidigten auch die kostbaren Seidenspinnerraupen- und Teeplantagen gegen Mäuse und Vögel. Katzendämonen wie zum Beispiel Mao-Guishen hielten erst relativ spät Einzug in den Volksglauben. In Japan wurden Katzen seit ihrer Domestizierung im 4. Jahrhundert n. Chr. von jeher zwiespältig betrachtet: Auf der einen Seite galten sie als fleißige Ungezieferfänger und als wachsame und treue Haustiere, daher brachten sie ihren Besitzern Glück. Andererseits wurde ihnen ebenso nachgesagt, dass sie sich in Dämonen (zum Beispiel in Bakenekos und Nekomatas) verwandeln könnten, weshalb viele Leute Furcht vor Katzen empfanden.
Aus der chinesischen Überlieferung stammt der Aberglaube, dass es zu regnen anfange, wenn eine Katze sich das Gesicht wäscht. Weil die Putzbewegungen mit den Pfoten teilweise wie Winken aussehen, glaubte man auch, die Katze rufe die Leute und auch Kundschaft ins Haus. In Japan hingegen wurde das Winken zuweilen als eine wohlmeinende Warnung vor einem nahenden Unglück gedeutet, weswegen Katzen auch als Wiedergeburt der Gnadengöttin Kannon verehrt wurden und werden. Das vermeintliche Winken wurde außerdem als Zeichen der Gastfreundschaft gedeutet.

### Legenden
Aus der Edo- und frühen Meiji-Zeit (1868–1912) Japans treten mehrere Legenden hervor, die möglicherweise den Maneki-neko-Kult gefördert haben. Die erste Geschichte erzählt von einer wunderschönen und wohlhabenden Geisha, die eines Tages die Toilette aufsuchte und überraschend von ihrer geliebten Katze angefallen wurde. Das Tier kratzte und schrie so fürchterlich, dass man Angst bekam, es sei tollwütig geworden, und der zu Hilfe eilende Hausbesitzer schlug ihm mit seinem Schwert den Kopf ab. Doch noch während der Kopf in hohem Bogen in die Toilette flog, biss er einer dort lauernden Giftschlange in den Kopf und rettete so die Geisha. Diese war über den unnötigen Verlust ihres geliebten Haustieres sehr betrübt, und so schenkte ihr der Hausbesitzer zum Trost eine Keramikfigur in Gestalt der verstorbenen Katze.
Eine andere beliebte Anekdote erzählt von einer Reitergruppe schwer bewaffneter Samurai, die den Tempel von Gōtoku-ji (豪徳寺) nahe Edo (heute Setagaya) aufsuchten und dort am Eingang eine kleine Katze sitzen sahen. Die Katze wusch sich gerade das Gesicht, und als sie mit ihren Pfötchen über ihre Ohren fuhr, sah es so aus, als winke sie den Samurai zu. Daraufhin betraten die Krieger den Tempel friedlich und ließen die Bewohner in Frieden.
Eine weitere Sage berichtet vom Oberhaupt der Ii-Familie, das im 17. Jahrhundert ebenfalls den Tempel von Gōtoku-ji aufsuchte. Ii Naotaka (井伊直孝) war der Erzählung zufolge auf dem Heimweg von der kaiserlichen Falknerei, als er in einen Platzregen geriet. Er stellte sich unter einen großen alten Baum und bemerkte plötzlich ganz in der Nähe einen alten, ärmlichen Tempel. Direkt vor dem Eingangstor saß eine Katze und schien ihm aufgeregt zuzuwinken. Als er auf sie zueilte, fuhr geradewegs hinter ihm ein Blitz in den Baum und verfehlte ihn knapp. Aus Dankbarkeit spendete Ii Naotaka dem ärmlichen Tempel viel Geld und rettete ihn so vor der drohenden Schließung.
Eine vierte Geschichte erzählt von einer gutmütigen, greisen Katzenliebhaberin und -sammlerin, die in Geldnot geriet und der angeraten wurde, doch ihre Katzen zu verkaufen. Das brachte die alte Frau jedoch nicht über sich, und so töpferte sie naturgetreue Nachbildungen ihrer Lieblinge. Die Tonfiguren fanden bei den Käufern so großen Anklang, dass sie sofort zum Trend unter den Wohlhabenden wurden und die alte Katzenoma all ihre Schulden begleichen konnte. Diese Anekdote wird bereits in einem Handelsblatt aus dem Jahr 1852 erwähnt und schien schon länger im Umlauf zu sein.
Eine modernere Sage schließlich handelt von einem bescheidenen Fischhändler, der schwer erkrankte, eine Zeit lang nicht arbeiten konnte und dadurch in finanzielle Schwierigkeiten geriet. Eines Tages wurde er von einer herrenlosen Katze überrascht, die von ihm hin und wieder Essensreste erhalten hatte. Die Katze trug eine kostbare Goldmünze im Maul, die dem Fischhändler viel Geld einbrachte, sodass er durch das dankbare Tier seinen Laden retten konnte.

### Traditionen
Bis heute ist es Tradition, dass Katzenbesitzer die Asche ihrer verstorbenen Lieblinge nahe dem Tempel von Gōtoku-ji begraben lassen, weshalb dieser Ort auch als Manekineko no miya (招き猫の宮 „Tempel der winkenden Katzen“) bekannt ist. Katzenbesitzer suchen den Schrein auch dann auf, wenn einer ihrer Lieblinge verloren gegangen oder schwer erkrankt ist. Sie hinterlassen am Schrein Spruchbändchen mit Gebeten und Abbildungen der Maneki-neko darauf.

## Maneki-nekos in der modernen Subkultur
In Seto-shi in der Präfektur Aichi nahe Nagoya befindet sich ein Keramikmuseum, das eine der größten Ausstellungen von Maneki-neko-Figuren in Japan besitzt. Dort werden über tausend Exponate aus allen Epochen und Ländern gezeigt. In der ausgehenden Meiji-Epoche fanden sich die Glücksbringer noch gehäuft an den Eingängen zu Bordellen. Wie bereits erwähnt, stammen Maneki-neko-Figuren heute überwiegend aus der industriellen Massenproduktion und werden weltweit vermarktet, meist als Lucky Cat („Glückskatze“). Im modernen Japan, China und Thailand werden sie massenhaft in Restaurants – speziell Fast-Food-Restaurants – und Lotterien aufgestellt. In westlichen Ländern wie Nordamerika und Europa nimmt die Beliebtheit von Maneki-neko-Figuren derzeit zu, hier hat sich mittlerweile die goldlackierte, dauerwinkende Version durchgesetzt. Die Beliebtheit der Maneki-neko schlägt sich auch in einem ausgeprägten, weltweiten Merchandising nieder. Eine Trickfilm-Version der Maneki-neko stellt die Figur Hello Kitty dar, ihr Name (wörtlich übersetzt „Hallo-Kätzchen“) ist ebenfalls eine Anspielung auf den Glücksbringer. Ebenso wurde die Pokémon-Figur Mauzi durch die Maneki-neko inspiriert. Auf Handtaschen und Rucksäcken wird die Winkekatze gern als Motiv aufgenäht, auch Kleidungsstücke wie zum Beispiel Socken und Handtücher werden mit Manekineko-Motiven verziert. Ferner gibt es Ausmalbücher mit Manekineko-Motiven. Des Weiteren existiert seit geraumer Zeit eine Kryptowährung namens Kittehcoin, die die Maneki-neko als Konterfei benutzt. Im
Jahr 1998 veröffentlichte der US-amerikanische Science-Fiction-Autor Bruce Sterling seinen Kurzroman Maneki Neko, für den er einen Locus Award gewann. In Japan geht der Kult um die Winkekatze sogar so weit, dass sich manche Menschen Tattoos mit Maneki-nekos als Motiv zulegen.